# Boleslau al II-lea al Boemiei
Boleslau al II-lea sau Boleslav al II-lea, supranumit cel Pios (în cehă Boleslav II Pobožný); (n. 927 d.Hr., Praga, Ducatul Boemiei – d. 7 februarie 999 d.Hr., Praga, Sfântul Imperiu Roman), aparținând dinastiei Přemyslid, a fost duce al Boemiei din anul 972 (sau 976) până în 999 conducând teritoriul din jurul orașului Praga (teritoriu care domina Boemia). 

## Biografie
Boleslau al II-lea a fost fiul ducelui Boleslau I al Boemiei, supranumit „cel Crud”. Data exactă a nașterii sale nu este cunoscută, dar estimările o plasează între anii '30 și '40 ai secolului al X-lea. Sursele îl menționează pentru prima dată cu ocazia accederii la putere după moartea tatălui său în 972 (anterior acceptată ca fiind 15 iulie 967). Cronicarul Widukind din Corvey menționează un fiu al lui Boleslau I care și-a sprijinit tatăl în anul 950 în lupta împotriva regelui Otto I. Totuși, mulți istorici consideră că acest fiu fără nume nu este același cu Boleslau al II-lea și este posibil ca el să fi murit înainte de anul 972. De asemenea, ceilalți urmași ai lui Boleslau I nu au fost pretendenți la succesiunea tatălui lor: Dobrawa a fost căsătorită cu ducele polonez, iar copiii mai mici, Strachkvas și Mlada, fuseseră destinați vieții monahale.

### Politica internă

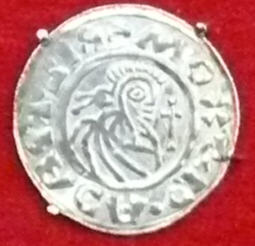
Denar din timpul lui Boleslau al II-lea.

După moartea tatălui său, moștenirea primită de Boleslau al II-lea a fost una dificilă datorită presiunii exercitate din afara Boemiei și pretențiilor de a prelua puterea ridicate de principii din familia Slavnik al cărei teritoriu aflat în nord-estul Boemiei, era străbătut de importanta rută comercială dinspre Spania către Praga, Kiev și China. După moartea conducătorului familiei Slavník în anul 981, fiul său Soběslav a început lupta pentru independența teritoriului său, apropiindu-se în același timp de Polonia și Saxonia. Când Dietmar, primul episcop al Diecezei de Praga, a murit în anul 983, succesorul său a fost Adalbert, un frate al lui Soběslav. Aceasta a dus la crșterea puterii familiei Slavnik. În anul 995, în timpul unei campanii militare a regelui romano-german Otto al III-lea împotriva luticilor (o uniune de triburi slave) la care a luat parte și Boleslau, trupele trimise de Boleslau cel Cuvios au atacat castelul lui Soběslav și au ucis mare parte din membrii familiei acestuia. Opoziția a fost astfel înăbușită, iar familia Slavnik s-a stins pe linie masculină după moartea lui Soběslav, care fugise în Polonia. În istoriografia cehă, această exterminare este privită ca un eveniment decisiv în unificarea Boemiei. Totuși, aceasta a dus și la destabilizarea țării, care a atins apogeul în anul 999 la moartea lui Boleslau al II-lea și a durat aproximativ 30 de ani.

### Politica alianțelor

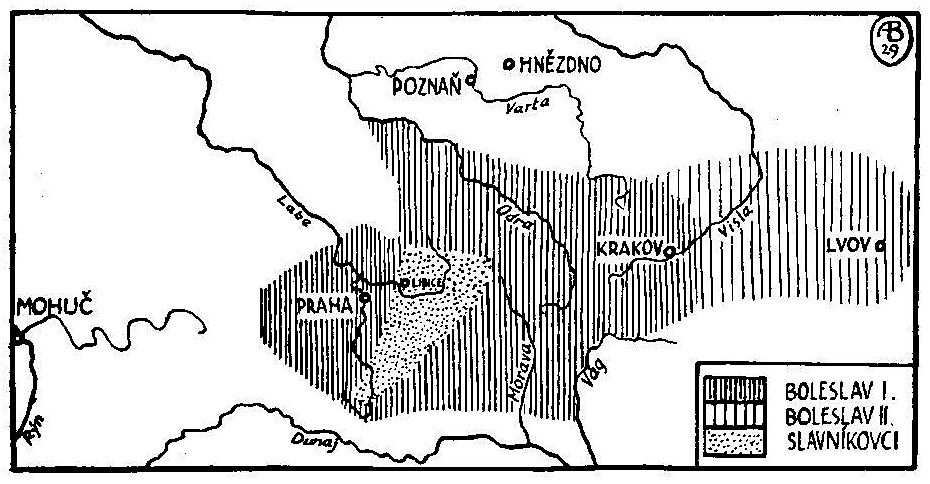
Boemia în secolul al X-lea sub domnia ducelui Boleslav al II-lea

Împreună cu principele polonez Mieszko I și cu fiul acestuia, Boleslav Chrobry, Boleslau a fost unul dintre cei mai importanți aliați ai ducelui Bavariei, Henric al II-lea. Inițial, luptători boemi activi la nord de Munții Metaliferi, ei au obținut unele victorii, dar în cele din urmă împăratul Otto al II-lea s-a aflat în avantaj. În anul 976 Henric al II-lea s-a refugiat la Boleslau. În ciuda a două campanii militare la Praga, Otto nu a reușit să-l învingă pe ducele Boemiei. În cele din urmă Boleslau s-a supus totuși lui Otto în 977 și în 978 a depus jurământul la Quedlinburg, cu ocazia Paștelui.
Apropierea de Otto a fost însoțită de o schimbare fundamentală în politica lui Boleslau care s-a întors împotriva fostei sale aliate: Polonia. Concurența permanentă dintre cele două regate avea să domine evoluția Europei Centrale de Est timp de mai multe secole. Nici măcar scurta revenire a importanței lui Henric al II-lea după moartea lui Otto al II-lea nu a schimbat această reorientare, deși Mieszko și Boleslau l-au acceptat deopotrivă ca rege romano-german pe Henric în anul 984. Fiul lui Mieszko, Boleslau Chrobry, s-a căsătorit cu o fiică a margrafului de Meissen, iar Boleslau al II-lea, cu consimțământul lui Henric al II-lea, a preluat Cetatea Meissen și l-a expulzat pe episcopul Volkold din Meissen. Boleslau Chrobry a renunțat apoi la căsătoria cu fiica margrafului, care își pierduse importanța, și s-a căsătorit cu fiica unui principe ungur din dinastia Arpadiană. Ca urmare, Boemia s-a aflat în pericolul de a fi încercuită de Polonia și Ungaria. 
În perioada care a urmat, legătura dintre Boleslau al II-lea și Henric a devenit mai strânsă, în timp ce Mieszko a recunoscut curând că partida formată în jurul lui Otto al III-lea, încă minor, avea să prevaleze și schimbat tabăra, trecând de partea lor. Chiar și după ce Henric l-a recunoscut pe Otto al III-lea mulțumindu-se cu Ducatul de Bavaria, Boleslau și-a păstrat loialitatea față de Henric. La finalul acestui proces, Polonia și Ungaria, ambele favorizate de puterea imperială, s-au opus unei alianțe între Bavaria și Boemia. Boleslau se afla într-o poziție relativ slabă în această zonă de conflict: în 987 el a trebuit să părăsească Cetatea Meissen, iar în 990 a izbucnit un război pentru stăpânirea Sileziei și Poloniei Mici. În această situație, alianța lui Boleslau cu triburile păgâne lutice s-a dovedit, de asemenea, dezavantajoasă din punct de vedere politic, deoarece acestea amenințau că vor zădărnici încercările arhiepiscopului de Magdeburg de a întermedia între Boemia și Polonia. Prin urmare, în 992 Boleslau a renunțat la această alianță și a luat parte la o campanie împotriva triburilor lutice în timpul căreia a suferit un accident vascular cerebral. Temporar nu a putut guverna și, deși treptat starea lui de sănătate s-a îmbunătățit, nu și-a revenit complet niciodată.
În ultimii ani ai vieții Boleslau a încercat să îmbunătățească situația politică nefavorabilă. Pentru a nu pierde vreun teritoriu, el a trebuit să-și mărească oastea. Banii necesari acestui scop au fost obținuți prin baterea de monedă și din comerțul cu sclavi. Spre deosebire de tatăl său care făcea comerț numai cu sclavi așa-ziși păgâni, Boleslau a vândut și locuitori din Boemia și Moravia, chiar dacă aceștia se declarau creștini.

### Politica privind religia
Boleslau a încercat să înființeze o biserică regională independentă față de biserica imperială. Otto al II-lea i-a contracarat cu succes eforturile prin întemeierea Diecezei de Praga sub Arhiepiscopia Mainz în anul 973 numind ca episcop pe saxonul Dietmar.
În anul 999 Boleslau a întemeiat Mănăstirea benedictină Ostrov. 
Supranumele său „Cuviosul” și supranumele tatălui său „cel Crud” provin de la cronicarul Cosma din Praga, care vedea în tată pe războinicul sângeros care a comis un fratricid, iar pe fiul acestuia îl considera un conducător nobil și creștin („...cel mai creștin care crede în biserica creștină, părintele orfanilor, ocrotitorul văduvelor, mângâietorul celor necăjiți...").

## Descendenți
Boleslau al II-lea a fost căsătorit cu Emma de Boemia. Este posibil ca el să fi avut, înainte sau în același timp, alte soții. Sunt cunoscute numele a patru dintre fiii săi:
- Boleslau al III-lea,
- Václav,
- Jaromír și
- Ulrich (Oldřich).